# Połaniecczyzna
Połaniecczyzna – pejoratywny termin oraz obraźliwy epitet, którego użył po raz pierwszy Stanisław Brzozowski w rozprawie krytyczno-kulturalnej Legenda Młodej Polski „na oznaczenie pewnego typu polskiej moralności i umysłowości – zaściankowej i zdziecinniałej”.
Rodzina, utrzymująca się w świecie, poza nią wytwarzanym – przez kogo i jak, nie pytajmy o to – oto wykładnik światopoglądu. Pracę myślową nad pozostałymi problematami zastępowały dzwonek kościelny, opłatek i wielkanocne jajko. Nie byli ci Milusińscy w stanie uwierzyć, że istnieje jakiś inny świat. Sądzili, że życie było w gruncie rzeczy zawsze takie samo, tak samo proste i bezzagadnieniowe. Nie dostrzegali dziejów, w jakich żyli, nie troszczyli się, co szepce noc poza ich czterema ścianami, co najwyżej martwili się, że ktoś ich niezasłużenie gnębi; więc jeszcze bardziej kulili się w swych domostwach i pokrzepiali serca myślą, że kiedyś także było źle, a jednak Kmicic zdołał mieć z Oleńką dużo dzieci, a chociaż Hektor Kamieniecki zginął, to przyszedł Salwator, który Polskę zbawił pod Wiedniem. 

Stanisław Brzozowski, Legenda Młodej Polski
Termin, określający typ mentalny, związany jest z powieścią Henryka Sienkiewicza Rodzina Połanieckich, która została negatywnie przyjęta przez część radykalnych środowisk antykonserwatywnych. Główny jej bohater, Stanisław Połaniecki, określony został jako filister (człowiek ograniczony), egoista, karierowicz, a samo pojęcie połaniecczyzny stało się synonimem moralności znienawidzonej przez tzw. obóz postępowy. Wacław Nałkowski określił połaniecczyznę jako kwintesencję obłudy, a Połanieckiego najbardziej wynaturzonym typem filistra (obrzucił go nawet określeniami „spasiony lichwiarz”, „bydlę” i „świński ryj”). Nałkowski zarzucał Sienkiewiczowi banalizowanie ideału uczciwości i niedostrzeganie przezeń najistotniejszych trudów etycznego postępowania. Oznaczało to według niego zgodę na postawę uczciwości wyłącznie pozornej, której synonimem uczynił połaniecczyznę.
Dariusz Gawin stwierdził, że „zarzuty o tradycjonalizm «połaniecczyzny» miały [...] sens tylko w ramach manichejskiego światopoglądu radykałów, który świat dzielił na dwa wielkie obozy – postęp i reakcję”. Krytyka „połaniecczyzny” jest według niego nie tyle krytyką „rodzimego zacofania, któremu przeciwstawiano jako miarę nowoczesności rzeczywistość społeczną i cywilizacyjną zachodnich społeczeństw, ile krytyką wymierzoną w cały istniejący, dominujący porządek”.
Prof. Ewa Ihnatowicz napisała w 1999, że „Polacy przełomu wieków posługiwali się aż czterema związanymi z literaturą określeniami filisterstwa. Te sygnatury to dulszczyzna, bałucczyzna, połaniecczyzna i podfilipszczyzna (do dziś w potocznym języku polskim przetrwał tylko pierwszy)”.
W 2011 wyróżnienie w Konkursie o nagrodę im. Krzysztofa Mętraka otrzymał Jakub Majmurek za celność w opisywaniu złożonych relacji między narracją filmową a uwarunkowaniami społecznymi w tekście Połaniecczyzna na strzeżonym osiedlu.